# Émerainville
Émerainville (franskt uttal: [em(ə)ʁɛ̃vil]
 ( lyssna)) är en kommun i departementet Seine-et-Marne i regionen Île-de-France i norra Frankrike. Kommunen ligger i kantonen Pontault-Combault som tillhör arrondissementet Torcy. År 2022 hade Émerainville 7 536 invånare.

## Befolkningsutveckling
| Befolkningsutvecklingen i Émerainville 1968–2021 | Befolkningsutvecklingen i Émerainville 1968–2021 | Befolkningsutvecklingen i Émerainville 1968–2021 | Befolkningsutvecklingen i Émerainville 1968–2021 | Befolkningsutvecklingen i Émerainville 1968–2021 |
| ------------------------------------------------ | ------------------------------------------------ | ------------------------------------------------ | ------------------------------------------------ | ------------------------------------------------ |
|                                                  |                                                  |                                                  |                                                  |                                                  |
| År                                               |                                                  |                                                  | Folkmängd                                        |                                                  |
| 1968                                             | 1968                                             |                                                  | 621                                              |                                                  |
| 1975                                             | 1975                                             |                                                  | 743                                              |                                                  |
| 1982                                             | 1982                                             |                                                  | 2 453                                            |                                                  |
| 1990                                             | 1990                                             |                                                  | 6 766                                            |                                                  |
| 1999                                             | 1999                                             |                                                  | 7 027                                            |                                                  |
| 2007                                             | 2007                                             |                                                  | 7 152                                            |                                                  |
| 2015                                             | 2015                                             |                                                  | 7 681                                            |                                                  |
| 2021                                             | 2021                                             |                                                  | 7 601                                            |                                                  |